# Ben Pepper
Benjamin James Pepper, detto Ben (Geraldton, 15 luglio 1975), è un ex cestista australiano.

## Carriera
Ben Pepper, alto 213 centimetri, ha iniziato la sua carriera da professionista nella NBL con i Newcastle Falcons nella stagione NBL 1996. Dopo un'impressionante stagione di debutto, nel 1997 vinse il premio di Most Improved Player e il Sixth Man of the Year della NBL.
Pepper decise quindi di tentare la fortuna con l'NBA ed entrò nel draft NBA del 1997. Fu selezionato dai Boston Celtics con la 56ª scelta assoluta, uno dei quattro australiani scelti nel draft di quell'anno. 
I Celtics non firmarono mai Pepper e tornò nella NBL e giocò per i North Melbourne Giants nella stagione 1998. Dopo la stagione, i Giants si fusero con i rivali di Melbourne, i South East Melbourne Magic, per diventare i Victorian Titans. Ha mancato di poco il titolo NBL quando i Titans sono stati sconfitti 2-1 nella serie finale NBL 1998-99 dagli Adelaide 36ers.
Pepper firmò con i Wollongong Hawks per la stagione NBL 2001-02 e vi trascorse due stagioni prima di tornare a Victoria per giocare per i Victoria Giants nel 2003-04. Quando i Giants si sciolsero dopo la stagione 2004, firmò con i New Zealand Breakers per le stagioni NBL 2004-05 e 2005-06 e fu nominato MVP dei Breakers per la stagione 2005-06.
Dopo due stagioni in Nuova Zelanda, Pepper firmò con i Townsville Crocodiles. Nel suo primo anno con i Crocs ha avuto la quinta migliore percentuale di field goal della lega, tirando con il 58,2%. Si ritirò dalla NBL dopo la stagione 2007-08.
Nonostante sia stato un giocatore dominante nella NBL per numerosi anni, Ben Pepper ha giocato raramente per gli Australian Boomers. Nel 1997 ha fatto parte della squadra australiana vincitrice della medaglia d'oro al Campionato del Mondo FIBA Under 21 tenutosi a Melbourne